# 국민의미래
국민의미래(國民의未來)는 대한민국의 정당으로 2024년 2월 창당되었으며, 2024년 4월 국민의힘으로 흡수합당되어 소멸하였다. 국민의힘 비례대표 위성정당이며, 대한민국 제22대 국회의원 선거(2024. 4. 10.)에서 기호 4번으로 비례대표 선거에만 후보자를 내고 선거에 참여하였다. 비례대표국회의원선거투표 결과, 득표율 36.67%를 얻어 비례대표 후보자 중 18번까지 당선되었다.

## 역대 지도부

### 당대표
| 대수 | 당대표 | 직함   | 임기                            | 비고 |
| ---- | ------ | ------ | ------------------------------- | ---- |
| 1    | 조혜정 | 당대표 | 2024년 2월 23일~2024년 4월 26일 |      |

### 사무총장
| 대수 | 사무총장 | 직함     | 임기                            | 비고 |
| ---- | -------- | -------- | ------------------------------- | ---- |
| 1    | 정우창   | 사무총장 | 2024년 2월 23일~2024년 4월 26일 |      |

### 지도부
2024년 2월 23일~2024년 4월 26일
- 당대표: 조혜정
- 사무총장: 정우창
- 최고위원: 정우창, 조혜정, 안정호
- 중앙당 후원회장: 장동석

## 주요 선거 결과

### 국회의원 선거
|  | 36.67% |

|  | 6% |

## 같이 보기
- 국민의힘
- 미래한국당 (2020년에 실시된 제21대 국회의원 선거를 앞두고 있던 미래통합당에서 창당한 비례대표 위성정당)
- 더불어민주연합 (2024년에 실시된 제22대 국회의원 선거를 앞두고 있던 더불어민주당에서 창당한 비례대표 위성정당)